# Trinomys iheringi
Trinomys iheringi é uma espécie de roedor da família Echimyidae.
É endêmica do Brasil, onde pode ser encontrada do estado do Espírito Santo a São Paulo e Minas Gerais.